# Ranjitha Menon

Ranjitha Menon

Ranjitha Menon (Malayalam രഞ്ജിത മേനോൻ; * in Thrissur) ist eine indische Schauspielerin.

## Leben und Karriere
Menon wurde in Thrissur geboren. Ihr Debüt gab sie 2020 in dem Film Maniyarayile Ashokan. Anschließend war sie 2021 in Saajan Bakery Since 1962 zu sehen. Außerdem spielte sie 2022 in Pathrosinte Padappukal mit. 2024 wurde Menon für die Miniserie Poacher gecastet. Im selben Jahr bekam sie eine Rolle in dem Film Manorajyam.

## Filmografie
- 2020: Maniyarayile Ashokan
- 2021: Saajan Bakery Since 1962
- 2022: Pathrosinte Padappukal
- 2024: Poacher (Miniserie)
- 2024: Manorajyam